# Duncarnock

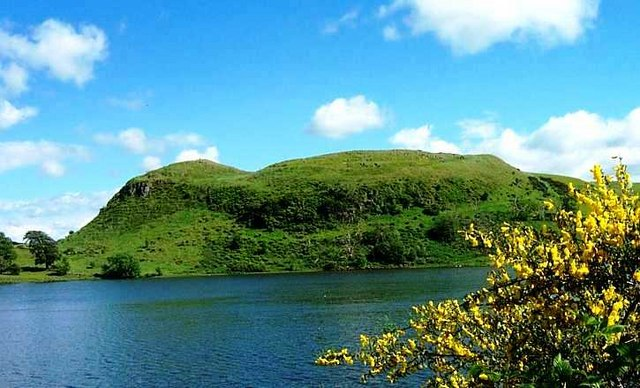
Duncarnock Hill aus nordwestlicher Richtung

Das Hillfort von Duncarnock ist ein bronzezeitliches Fort am gleichnamigen Hügel. Es liegt in etwa gleichen Abständen zu den Städten Barrhead, Neilston und Newton Mearns in der schottischen Council Area East Renfrewshire. Seit 1981 ist Duncarnock in den schottischen Denkmallisten als Scheduled Monument klassifiziert.

## Geschichte
Man schätzt, dass Duncarnock um 1200 v. Chr. erbaut wurde. Damit würde es zu den früheren, bereits in der Bronzezeit entstandenen Anlagen zählen. Die erste Nutzung dauerte etwa bis 400 n. Chr. an. Eine mögliche zweite Nutzungsphase, welche die aufkeimende Organisation in Clans und Stämmen reflektieren könnte, wird anschließend an die erste Nutzung bis um das Jahr 700 diskutiert.

## Beschreibung
Der Hügel Duncarnock erhebt sich vom Ostufer des kleinen Stausees Glanderston Dam. Er weist insbesondere im Nordwesten sehr steile Hänge auf. Das Fort nimmt die flache Hügelkuppe mit einer felsigen Knolle im Nordosten ein. Auf Grund der Lage in rund 200 m Höhe bietet sich von dem Fort ein guter Fernblick. Zur Verteidigung wurde ein einzelner, rund drei Meter mächtiger Erd- und Steinwall um die Kuppe gezogen. Möglicherweise bestand einst ein zweiter Wall, welcher die 34 m × 24 m messende Felsknolle schützte. Die Gesamtanlage nimmt eine Fläche von 192 m × 100 m ein.
Die schützenden Erdwälle sind vergleichsweise klein, nutzen jedoch die steile Hanglange geschickt aus. Ein Einschnitt, welcher den Eingang markieren könnte, ist nicht zu erkennen. Das Gelände innerhalb der Umfriedung ist heute von Erde bedeckt und wurde bisher keiner eingehenden archäologischen Untersuchung unterzogen. Auf Grund der geringen Besiedlungsspuren in der Umgebung, wird von einem guten Erhaltungsgrad ausgegangen. 1958 wurden prähistorische Scherben innerhalb der Anlage gefunden.